# Reg Parlett
Pour les articles homonymes, voir Parlett.
Reginald Parlett, né le 2 août 1904 à Londres et mort le 18 novembre 1991, est un auteur de bande dessinée et un scénariste de dessins animés britannique.

## Œuvre

### Bande dessinée
- Trophée, Aventures et Voyages, collection Mon journal

7. Trophée 7, scénario de Mario Basari, Michel-Paul Giroud et Reg Parlett, dessins de Barrie Mitchell, Ruggero Giovannini, Reg Parlett, Michel-Paul Giroud et Francisco Solano López, 1972
- Capt'ain Swing, Aventures et Voyages, collection Mon journal

55. Le Crâne aux trois étoiles, scénario et dessins  d'EsseGesse et Reg Parlett, 1971
76. Le Tonnelet tragique, scénario et dessins  d'EsseGesse et Reg Parlett, 1973
79. Les quatre qui devaient mourir, scénario et dessins  d'EsseGesse et Reg Parlett, 1973
80. Des Manchots à gogo, scénario et dessins  d'EsseGesse et Reg Parlett, 1973
82. Trahison !, scénario et dessins  d'EsseGesse et Reg Parlett, 1973
83. Le Tsar des Caraïbes, scénario et dessins  d'EsseGesse et Reg Parlett, 1973
87. Petits oiseaux et renards blancs, scénario et dessins  d'EsseGesse et Reg Parlett, 1973
89. Fils à papa, scénario et dessins  d'EsseGesse et Reg Parlett, 1973
94. La Veuve, scénario et dessins  d'EsseGesse et Reg Parlett, 1974
95. Sous le signe du bourreau, scénario d'EsseGesse et Reg Parlett, dessins  d'EsseGesse, Joseph Garcia et Reg Parlett, 1974
96. Les Hors-la-loi, scénario et dessins  d'EsseGesse et Reg Parlett, 1974
97. L'Île des mille et une surprises, scénario et dessins  d'EsseGesse et Reg Parlett, 1974
100. L'infernal tondu moustachu, scénario et dessins  d'EsseGesse et Reg Parlett, 1974
108. Le Secret de Hibou Lugubre, scénario d'EsseGesse et Reg Parlett, dessins d'EsseGesse, Reg Parlett et Joseph Garcia, 1975
109. Spartacus, scénario et dessins d'EsseGesse, Reg Parlett et Vicar, 1975

### Cinéma d'animation
Reg Parlett est le scénariste de plusieurs courts-métrages d'animation de la série Animaland de la Gaumont British Animation  :
- Ginger Nutt's Forest Dragon, 1950
- Ginger Nutt's Bee-Bother, 1949
- Ginger Nutt's Christmas Circus, 1949
- The Australian Platypus, 1949
- The Ostrich, 1949
- The Cuckoo, 1948
- The House-Cat (Felis Vulgaris), 1948